# Eagles (album 1972)
Eagles – pierwszy album studyjny country rockowej grupy Eagles, wydany w 1972 roku. W tym samym roku powstała też (wcześniej) wytwórnia Asylum Records, dzięki czemu zespół Eagles szybko znalazł wydawcę swojej pierwszej płyty.

## Lista utworów
| A1. | Take It Easy                                         | 3.29  |
|     | (Jackson Browne, Glenn Frey) śpiew - Glenn Frey      |       |
| A2. | Witchy Woman                                         | 4.10  |
|     | (Don Henley, Bernie Leadon) śpiew - Don Henley       |       |
| A3. | Chug All Night                                       | 3.13  |
|     | (Glenn Frey) śpiew - Glenn Frey                      |       |
| A4. | Most Of Us Are Sad                                   | 3.33  |
|     | (Glenn Frey) śpiew - Randy Meisner                   |       |
| A5. | Nightingale                                          | 4.05  |
|     | (Jackson Browne) śpiew - Don Henley                  |       |
| B1. | Train Leaves Here This Morning                       | 4.07  |
|     | (Gene Clark, Bernie Leadon) śpiew - Bernie Leadon    |       |
| B2. | Take The Devil                                       | 4.00  |
|     | (Randy Meisner) śpiew - Randy Meisner                |       |
| B3. | Earlybird                                            | 3.00  |
|     | (Bernie Leadon, Randy Meisner) śpiew - Bernie Leadon |       |
| B4. | Peaceful Easy Feeling                                | 4.16  |
|     | (Jack Tempchin) śpiew - Glenn Frey                   |       |
| B6. | Tryin'                                               | 2.50  |
|     | (Randy Meisner) śpiew - Randy Meisner                |       |
|     |                                                      | 36:43 |
|     |                                                      |       |

## Twórcy
- Glenn Frey - gitara rytmiczna, Keyboard, śpiew
- Don Henley -  perkusja, gitara, śpiew
- Bernie Leadon - gitara prowadząca, mandolina, banjo, śpiew
- Randy Meisner – bas, gitara, śpiew

## Produkcja
- Glyn Johns - producent i inżynier
- Henry Diltz - fotograf
- Gary Burden - kierownik artystyczny, projektant
- The Mastering Lab, Los Angeles - mastering
- The Geffen Roberts Co. - kierownictwo

## Single
- Take It Easy - wydany 1 maja 1972 roku
- Witchy Woman - wydany 1 sierpnia 1972 roku
- Peaceful Easy Feeling - wydany 1 grudnia 1972 roku